# Жоффруа I де Динан
Жоффруа I (фр. Geoffroy Ier; около 1065—1125 или позднее) — представитель дома де Динан, третий сеньор де Динан, предположительно сын Оливье I, сеньора де Динан и Ганны де Шато-Ганн.

## Биография
Жоффруа I, упоминаемый в современных ему записях, не мог быть сыном Гозлена; предположительно он был сыном Оливье I. Оливье скончался приблизительно в 1111 году и передал владения Жоффруа.
Также предполагается, что сыновьями Оливье и его жены Ганны де Шато-Ганн были Жоффруа I, ставший сеньором Динана, и Риваллон Рыжий, сеньор де Ланвалей. В 1108 году Жоффруа вместе сыновьями основал монастырь в Сен-Мало в Динане. Жоффруа I скончался в 1125 году или вскоре после этого. Между двумя сыновьями Жоффруа возник вопрос наследования. Владения дома де Динан были вновь разделены.
Старшему сыну, Оливье II, досталась большая часть сеньории, в которую входил весь Северный Динан вместе с Бекерелем, тогда как младшему сыну, Ален получил Южный Динан. Потомки каждого правили в своих частях сеньории, вплоть до объединения Динана под властью Первого дома д’Авогур. Другой сын Жоффруа, Гозлен, получил земли в Англии.

## Брак и дети
Жена: Радегонда де Шато-Жирон. Дети:
- Оливье II (ок. 1085—1150), сеньор Северного Динана и Бекереля
- Гильом
- Ролан
- Ален (ок. 1100—1157, похоронен в Сен-Жакутусе), сеньор Южного Динана
- Гозлен (ум. 1166), лорд Ладлоу, Беркшир